# Grand Wizzard Theodore
Theodore Livingston (Nova York, 5 de març de 1963), més conegut com a Grand Wizzard Theodore, és un discjòquei de hip-hop estatunidenc. És conegut mundialment com l'inventor de l'scratch, a més d'inventar o perfeccionar altres tècniques.

## Biografia
Nascut al Bronx, el germà de Theodore, Mean Gene, va ser-ne el mentor que va començar a ensenyar-li la tècnica de punxar discos a una edat primerenca. Més endavant, Theodore va ser alumne de Grandmaster Flash.
A principis de la dècada del 1980, Theodore va formar part del grup Grandwizard Theodore & the Fantastic Five. Van publicar «Can I Get a Soul Clap» el 1982. També va aparèixer a la pel·lícula Wild Style de 1983, a més de contribuir-hi a la banda sonora. A la pel·lícula documental de 2001 Scratch hi explica l'origen de la tècnica de l'scratch.
La frase de Theodore say turn it up de la seva cançó «Fantastic Freaks at the Dixie» ha estat samplejada per grups de rap com Public Enemy (a la cançó «Bring the Noise») i Bomb the Bass (a la cançó «Megablast»), entre d'altres.